# اجمیر
شهر اجمیر (به انگلیسی: Ajmer) با جمعیت ۵۴۹٫۶۰۳ نفر در ایالت راجستان در کشور هند واقع شده‌است.